# À la recherche d'une maison
À la recherche d'une maison (やどさがし, Yadosagashi), aussi appelé La chasse au logement, est un court métrage d'animation écrit et réalisé par Hayao Miyazaki pour le studio Ghibli.
Le court-métrage est sorti le 3 janvier 2006 et n'a été projeté qu'au théâtre de Saturne au Musée Ghibli de Mitaka, au Japon. Le film dure 12 minutes.

## Synopsis
Pleine de bonne humeur, Fuki part chargée d'un grand sac à dos à la recherche d'une nouvelle maison. Le long du chemin, elle rencontre de nombreuses manifestations du monde naturel, allant d'un poisson à des insectes en passant par un kami qui ressemblait à Totoro, et elle se lie d'amitié avec elles. Dans ce film tous les effets sonores ont été réalisés par la voix humaine. Comme une sorte de clin d'œil au public qui ne parle pas japonais, dans ce court métrage on n'emploie pratiquement pas le japonais, et l'histoire nous est presque entièrement transmise à travers des effets artistiques et sonores. Le son lui aussi est représenté à l'écran par une écriture animée.